# Terremoto de Ambato de 1698
El terremoto de Ambato de 1698 afectó al interior del Ecuador el 20 de junio de 1698 a la 01:00 hora local. La magnitud sísmica del terremoto osciló entre 7,5 y 7,9. Los daños fueron generalizados y extremos en las provincias de Tungurahua, Cotopaxi y Chimborazo. El terremoto también provocó flujos de lodo a lo largo del río Ambato que destruyeron una ciudad y mataron a muchos residentes. Se estima que 6.500 muertes se atribuyeron al terremoto y miles más a los deslizamientos de tierra.

## Entorno tectónico
El centro de Ecuador presenta las montañas de los Andes del norte que se formaron por la subducción de la Placa del Pacífico debajo de la Placa Sudamericana. La subducción ocurre frente a las costas de Ecuador y Colombia en un ángulo oblicuo. Esto da como resultado una deformación de la corteza tierra adentro dentro de las montañas de los Andes, empujando un bloque tectónico dentro de la Placa Sudamericana hacia el noreste. Este bloque tectónico, conocido como la Placa de los Andes del Norte, está delimitado por subducción en el oeste y fallamiento lateral derecho en el este a lo largo de la Falla Chingual-Cosanga-Pallatanga-Puná. La región alberga terremotos superficiales de la corteza asociados con fallas de empuje y deslizamiento dentro de la cordillera. Las fallas dentro de los Andes corren paralelas a las montañas. El terremoto de Riobamba de 1797, que se estima en 7,6 y ocurrió en la misma área que el evento de 1698, representa uno de los terremotos más grandes dentro de los Andes.

## Terremoto
Los informes de grandes deslizamientos de tierra en Carihuairazo sugieren un epicentro en el flanco occidental, lo que implica una magnitud de 7,5, pero no se ha mapeado ninguna falla activa en esa área. Este terremoto puede haber estado asociado con la actividad en el Sistema de fallas de Latacunga, un sistema de fallas inversas con tendencia norte-sur que corre paralelo a las montañas y se bifurca de la falla Chingual-Cosanga-Pallatanga-Puná. Los terremotos a lo largo de esta falla se caracterizan por sus magnitudes moderadas, lo que sugiere que el sistema está altamente segmentado. El terremoto de 1698 puede haber roto varios segmentos, lo que corresponde a la gran magnitud. La ruptura pudo haberse extendido desde el suroeste de Latacunga hasta la Falla Chingual-Cosanga-Pallatanga-Puná. Las rupturas superficiales en el volcán Igualata pueden estar asociadas con el terremoto de 1698 o 1797. Las rupturas superficiales se caracterizan por 8 a 18 metros de desplazamiento lateral derecho y 4 metros de desplazamiento vertical.

## Impacto
Los pueblos de Ambato y Latacunga quedaron totalmente destruidos; Riobamba sufrió destrucción parcial. En Ambato murieron más de 3.000 personas; 2.000 murieron en Latacunga y 1.500 en otros lugares. El sismo ocurrió a la 01:00 hora local. En Ambato, todas las casas se derrumbaron, enterrando y matando a familias enteras. Algunos sobrevivientes del terremoto quedaron atrapados bajo los escombros.
Muchos derrumbes se desencadenaron en las laderas nororientales del Carihuairazo. Los derrumbes se depositaron en las quebradas Chiquicahua, Pataló, Quichibi, Terremoto, Yacutoma, Quintuco, Catequilla y Olalla sobre el volcán. Un deslizamiento de tierra recorrió el río Ambato, destruyendo el ya devastado pueblo de Ambato; el área devastada se encontraba en la actual ubicación de El Socavón en la ciudad. Los deslizamientos de tierra destruyeron muchos pueblos y mataron a varios miles de personas, además de más de 6.000 por el terremoto.
En Ambato, el derrumbe llegó unos 15 minutos después del sismo. Los supervivientes atrapados bajo los escombros murieron; otros huyeron a un terreno más alto. Ambato estaba ubicado en la convergencia de muchos pequeños cauces de ríos por donde viajaron los deslizamientos de tierra, lo que provocó que los escombros se derramaran en ambas orillas. Ambato quedó sepultado bajo 40 metros de escombros. Posteriormente, solo se recuperaron cuerpos. Posteriormente se reubicó en un terreno más alto en su ubicación porcentual.
Estos deslizamientos de tierra tuvieron un volumen mínimo estimado de 84.000.000 a 87.000.000 m³, recorrieron distancias de más de 54 km, cubrieron un área de 60 km² y tuvieron hasta 300 metros de ancho. Los depósitos tenían entre 10 y 45 metros de espesor; superpusieron capas de ceniza que quedaron de la erupción de 1640 de Tungurahua. Estos depósitos estaban formados por arena fina, limo y arcilla.